# Radio Blue FM
Radio Blue FM – sieć radiowa należąca do Grupy Radiowej Agory, działająca w latach 2002–2005. Pozostałością po niej była lokalna rozgłośnia w Poznaniu – Radio Blue 103,4 FM – nadające do czerwca 2015 na częstotliwości 103.4 MHz (TON Komin EC Karolin), następnie przeniesione do internetu. Na częstotliwości 103.4 MHz włączony przekaz  Radia Pogoda.

## Historia

### Stacje tworzące sieć
Sieć Blue FM powstała na bazie lokalnych rozgłośni Agory, uprzednio działających pod innymi nazwami. Marka odkupiona została przez Agorę od właściciela krakowskiego Radia Blue FM, które wcześniej zakończyło nadawanie z powodu wygaśnięcia koncesji.
Sieć rozpoczęła działalność w styczniu 2003, przy czym niektóre stacje uruchomiono już w grudniu 2002. Jako ostatnia, dopiero w styczniu 2004, dołączyła do niej rozgłośnia w Krakowie.
Na sieć Blue FM w szczytowym okresie składało się siedem rozgłośni:
- Radio Blue 103,4 FM – Poznań
- Radio Blue 106,1 FM – Wrocław
- Radio Blue 94,5 FM – Śląsk i Zagłębie (Tychy)
- Radio Blue 103,8 FM – Kraków
- Radio Blue 103,5 FM – Bydgoszcz (dawniej: Radio Pomoże)
- Radio Blue 106,6 FM – Opole
- Radio Blue 101,7 FM – Zielona Góra

W praktyce sieć tworzyło jedynie pierwszych pięć stacji. Rozgłośnie w Opolu i Zielonej Górze nadawały wyłącznie program testowy, ograniczony do muzyki z dżinglami, i nigdy oficjalnie nie wystartowały. Od września 2003 obie stacje retransmitowały program wrocławski. Emisję w Opolu dwukrotnie zawieszano: w okresie od 15 października 2004 do 12 stycznia 2005 i ponownie od 28 kwietnia. W tym samym czasie został wyłączony również nadajnik w Zielonej Górze.

### Profil programowy sieci
Radio Blue FM grało w formacie Hot AC – na antenie dominowała muzyka pop lat 80., 90. oraz nowe przeboje. Liner sieci brzmiał: "Najlepiej dobrana muzyka". Stacje nadawały programy lokalne, jednak część pasm była wspólna dla wszystkich rozgłośni.

### Przekształcenie w Roxy FM
Z wyjątkiem stacji we Wrocławiu sieć Blue FM notowała niezadowalające właściciela wyniki słuchalności, przekładające się na słabe wyniki finansowe. Problemem był również brak rozgłośni spod znaku Blue FM w Warszawie, co obniżało atrakcyjność sieci dla reklamodawców. W związku z powyższym Agora rozpoczęła stopniowe wycofywanie się z tego projektu. Latem 2005 stacja w Krakowie, notująca najgorsze wyniki, zaprzestała produkcji pełnego programu, ograniczając się do nadawania muzyki oraz sporadycznych reklam.
8 października 2005 roku większość stacji Blue FM została przeformatowana, tworząc nową sieć Roxy FM – grającą muzykę rockową z domieszką popu. Radio Blue FM utrzymało się jedynie w Poznaniu, gdzie odtąd funkcjonowało jako stacja lokalna.
Po starcie Roxy FM nadal nierozwiązany pozostawał problem rozgłośni w Zielonej Górze i Opolu. Obie stacje wróciły w eter 31 października 2005. Zielonogórska nadawała do 9 lutego 2006, kiedy włączona została do sieci RMF Maxxx (po wcześniejszej sprzedaży spółce Multimedia). Rozgłośnia opolska nadawała swój program do 27 maja 2008 (z przerwą od 2 września do 30 listopada 2006), następnie dołączyła do sieci Roxy FM.

### Blue 103,4 FM jako stacja lokalna
Od 2007 roku poznańska rozgłośnia posługiwała się linerem: "Radio Blue FM – pop non stop". Na antenie usłyszeć można było przeboje lat 80., 90. oraz współczesne – z dużym udziałem muzyki tanecznej. Stacja nadawała również lokalne serwisy informacyjne. Taki stan utrzymał się do sierpnia 2013 roku – odtąd Radio Blue 103,4 FM grało w formacie top 40, prezentując najnowsze przeboje muzyki pop.
Nadawanie pod marką Blue FM rozgłośnia zakończyła 12 czerwca 2015 roku, stając się częścią nowo uruchomionej sieci Radia Pogoda. Diametralnej zmianie uległ format muzyczny stacji, prezentującej od tej pory muzykę w formacie oldies.

### Blue FM dzisiaj (05/2016)
Ponownie stacja gra jako Pop Non Stop ale tylko w Internecie. Pozostały wiadomości i jingle promujące stacje na częstotliwości 103.4 FM w Poznaniu.